# Отставка

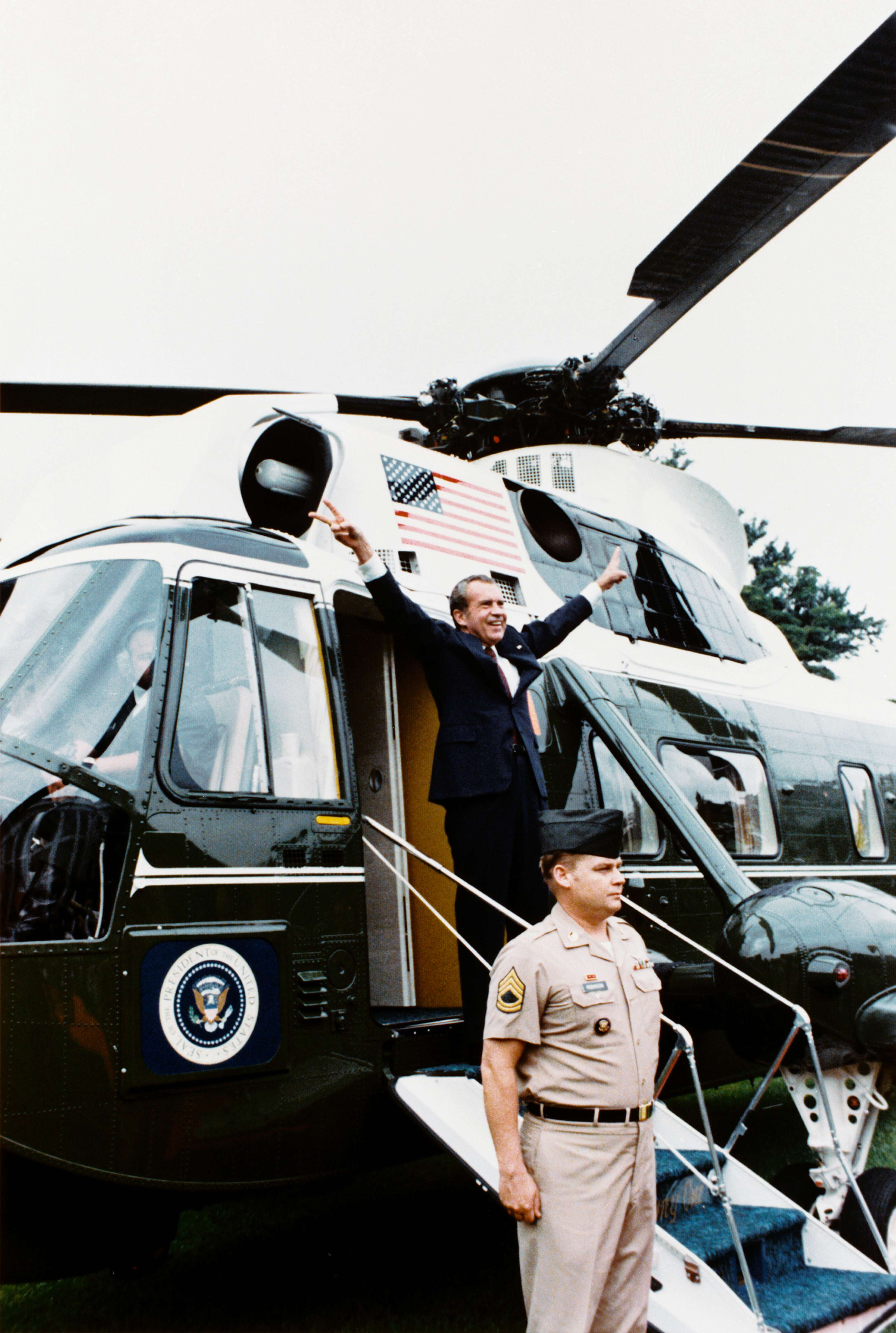
Последний прощальный жест Президента США Р. Никсона после объявления о его отставке

Отставка — это прекращение государственной или приравненной к ней службы служащим, занимающим должность (увольнение), а также освобождение лица от занимаемой государственной должности, по его письменному заявлению.

## История
В Российской империи (с 18 века) отставка в широком смысле — всякое освобождение от государственной службы (военной и гражданской), как по просьбе служащего, так и принудительное. Принудительная отставка могла производиться по решению суда или административным распоряжением.
В ВС Союза ССР Отставка — вид окончательного завершения военной службы офицерами, генералами и адмиралами в Советских Вооруженных Силах. Согласно закону «О всеобщей воинской обязанности» (1967 года) офицеры и генералы, адмиралы, маршалы родов войск адмиралы флота, достигших предельных возрастов состояния в запасе или уволенные с военной службы по состоянию здоровья, снимаются с воинского учёта и переводятся в отставку. Различия и право ношения военной формы одежды со знаками различия устанавливаются приказом об увольнении в отставку.
Отставка правительства — прекращение полномочий правительства. В Российской Федерации решение об отставке правительства принимает Президент РФ и издаёт соответствующий Указ. Отставка может быть вызвана вынесением правительству вотума недоверия, внутренними разногласиями в правительстве и другими причинами. Президент просит правительство после отставки исполнять свои обязанности до назначения нового правительства.
Отставка или освобождение от должности главы исполнительной власти в странах с парламентской или смешанной формой государственного правления равносильна отставке правительства. Отставка президента США — главы государства и правительства приводит к замещению должности президента вице-президентом до очередных выборов.

## Примеры

### Главы государств

#### США
- 09.08.1974 года в результате Уотергейтского скандала ушёл в отставку президент США Ричард Никсон.

Никсон является единственным президентом США, который досрочно сложил с себя полномочия таким образом.

#### Союз ССР
- Против своей воли был отправлен в отставку руководивший КПСС в СССР Никита Сергеевич Хрущёв. 14 октября 1964 года Пленум ЦК КПСС, организованный в отсутствие Хрущёва, находившегося на отдыхе в Пицунде, освободил его от должности первого секретаря ЦК КПСС якобы по состоянию здоровья[1]. На следующий день указом Президиума Верховного Совета СССР Хрущёв был освобождён от должности главы советского правительства[2].
- 25 декабря 1991 года ушёл в отставку первый и единственный президент СССР Михаил Сергеевич Горбачёв. После того, как главами 11 союзных республик были подписаны Беловежское соглашение о прекращении существования СССР и Алма-Атинский протокол к нему, Горбачёв сложил с себя полномочия президента СССР.

#### Россия
- 31.12.1999 года добровольно сложил с себя полномочия президента России Борис Ельцин.

#### Казахстан
- 19.03.2019 года Нурсултан Назарбаев добровольно сложил с себя полномочия президента Республики Казахстан[3].